# 高雄ガス爆発事故

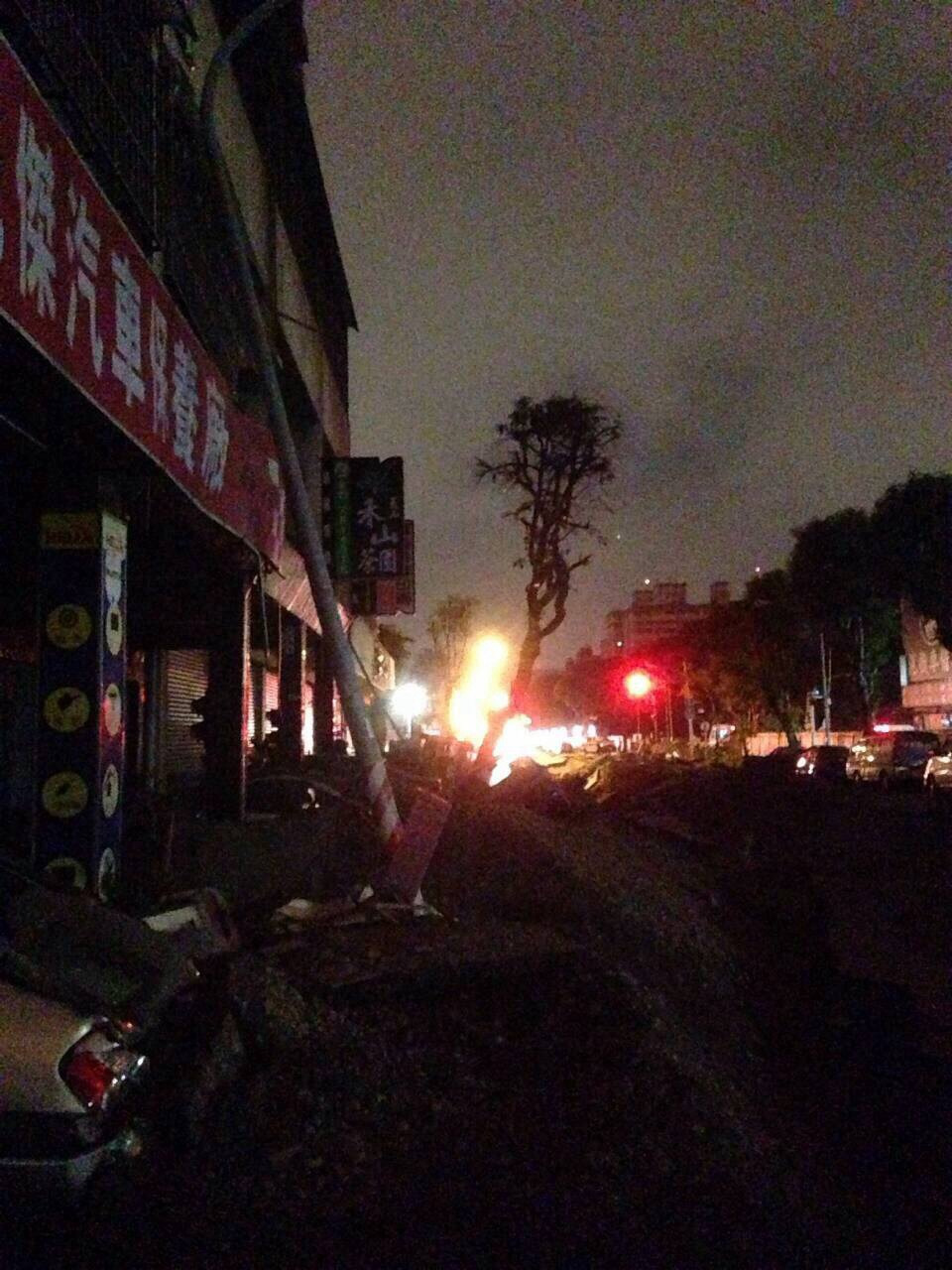

高雄ガス爆発事故（たかおガスばくはつじこ）とは、2014年 7月31日深夜から翌8月1日未明にかけて、台湾高雄市で発生した大規模爆発事故。

## 概要
現場は高雄市中心部・高雄駅南東に位置する市街地で、7月31日夜には現場周辺の住民らからガス漏れの通報があったため、消防局などが対応に当たっていた。
現地時間8月1日0時頃（日本時間1日1時頃）に爆発が発生した。爆発は2～3km2の広い範囲で複数個所で起き、道路が数100メートルにわたり陥没し車両が横転した。

## 原因等
現場道路の地下にはプラスチック原料となる可燃性のプロピレンガスのパイプラインが通っており、プロピレンガスが漏出し爆発につながったと見られている。
8月2日、高雄市環境保護局は事故原因をパイプラインからのプロピレンの流出によるもので、李長栄化学工業の過失によるものだと発表した。
なお、高雄市近郊に石油化学コンビナートがあり、市内の地下を多数のパイプラインが通っており、1997年にも道路工事でガス管を掘り出す際、爆発事故が発生し死傷者が出ている。

## 影響
合計32968世帯、83819人に影響が及び、2014年8月6日午後3時現在、停電636戸、ガス供給停止4602戸、断水560戸、電話不通110戸に及んだ。

## 刑事責任
2020年4月、台湾高等裁判所高雄支部は、高雄市政府公共事業局の被告3人を過失致死罪で有罪判決を下し、2年6ヶ月から3年6ヶ月の懲役刑を言い渡した。企業関係者の9人の被告は、注意義務に違反しておらず、刑法の過失を構成していないため、無罪とされた。